# Marele Premiu al Malaysiei
Marele Premiu al Malaysiei a fost o cursă auto anuală organizată în Malaysia. A făcut parte din Campionatul Mondial de Formula 1 din 1999 până în 2017 și a avut loc în acești ani pe Circuitul Internațional Sepang. Marele Premiu al Malaysiei a avut loc anual, din 1962 până în 1964, în Singapore, în timp ce a fost membru al federației din Malaysia. Marile Premii ulterioare au avut loc în Malaysia Peninsulară .

## Istoric

### Singapore și Shah Alam
Din 1962 până în 1965, pe circuitul Thomson Road din Singapore, a avut loc un weekend anual de curse pentru motociclete și mașini Formula Libre, denumit Marele Premiu al Malaysiei. După ce Singapore și-a câștigat independența față de Malaezia în 1965, evenimentul a fost redenumit Marele Premiu al statului Singapore și a continuat până în 1973.
Între plecarea Singapore din Federația Malaysiană și deschiderea Circuitului Sepang, Malaysia a găzduit o serie de alte categorii de curse în Marele Premiu al Malaysiei pe circuitul propriu al lui Shah Alam între 1968 și 1995, inclusiv Formula Libre (1968), Formula Tasman (1969-1972), Formula Atlantic (1973–1975), Formula 2 (1977), Formula Pacific (1978–1982) și Formula Brabham (1995).

### Circuitul Internațional Sepang
Ca parte a unei serii de proiecte majore de infrastructură din anii 1990 sub guvernul lui Mahathir Mohamad, Circuitul Internațional Sepang a fost construit între 1997 și 1999 în apropiere de Putrajaya, capitala administrativă a țării, nou-fondată atunci, cu intenția de a găzdui Marele Premiu al Malaysiei. Similar cu alte circuite ale țării, circuitul este cunoscut pentru vremea tropicală umedă imprevizibilă, variind de la zile calde în cuptor până la furtuni de ploaie tropicală.
Pe 7 aprilie 2017, a fost anunțat că cursa din 2017 va fi ultima al Marelui Premiu al Malaysiei. Contractul cursei urma să expire în 2018, dar viitorul ei fusese amenințat din cauza creșterii taxelor de găzduire și a scăderii vânzărilor de bilete. Ministrul tineretului și sportului din Malaysia la acea vreme, Khairy Jamaluddin, a spus pe Twitter: „Cred că ar trebui să încetăm să găzduim F1. Cel puțin pentru o vreme. Cost prea mare, randamente limitate. Când am găzduit prima dată F1, a fost o mare problemă. Mai întâi în Asia, în afara Japoniei. Acum atâtea locuri. Fără avantaj de primă mutare. Nu este o noutate.” BBC a raportat că „Malaysia s-a luptat în ultimii ani să atragă o mulțime semnificativă, atractivitatea sa fiind afectată de evenimentul de noapte mai plin de farmec de pe o pistă stradală din Singapore”.

## Edițiile Marelui Premiu al Malaysiei (Formula 1)
Toate edițiile s-au desfășurat pe Circuitul Internațional Sepang.
| An     | Pole position        | Cel mai rapid tur  | Pilotul câștigător   | Constructorul câștigător  |
| ------ | -------------------- | ------------------ | -------------------- | ------------------------- |
| 1999   | Michael Schumacher   | Michael Schumacher | Eddie Irvine         | Ferrari                   |
| 2000   | Michael Schumacher   | Mika Häkkinen      | Michael Schumacher   | Ferrari                   |
| 2001   | Michael Schumacher   | Mika Häkkinen      | Michael Schumacher   | Ferrari                   |
| 2002   | Michael Schumacher   | Juan Pablo Montoya | Ralf Schumacher      | Williams-BMW              |
| 2003   | Fernando Alonso      | Michael Schumacher | Kimi Räikkönen       | McLaren-Mercedes          |
| 2004   | Michael Schumacher   | Juan Pablo Montoya | Michael Schumacher   | Ferrari                   |
| 2005   | Fernando Alonso      | Kimi Räikkönen     | Fernando Alonso      | Renault                   |
| 2006   | Giancarlo Fisichella | Fernando Alonso    | Giancarlo Fisichella | Renault                   |
| 2007   | Felipe Massa         | Lewis Hamilton     | Fernando Alonso      | McLaren-Mercedes          |
| 2008   | Felipe Massa         | Nick Heidfeld      | Kimi Räikkönen       | Ferrari                   |
| 2009   | Jenson Button        | Jenson Button      | Jenson Button        | Brawn-Mercedes            |
| 2010   | Mark Webber          | Mark Webber        | Sebastian Vettel     | RBR-Renault               |
| 2011   | Sebastian Vettel     | Mark Webber        | Sebastian Vettel     | RBR-Renault               |
| 2012   | Lewis Hamilton       | Kimi Räikkönen     | Fernando Alonso      | Ferrari                   |
| 2013   | Sebastian Vettel     | Sergio Pérez       | Sebastian Vettel     | Red Bull Racing-Renault   |
| 2014   | Lewis Hamilton       | Lewis Hamilton     | Lewis Hamilton       | Mercedes                  |
| 2015   | Lewis Hamilton       | Nico Rosberg       | Sebastian Vettel     | Ferrari                   |
| 2016   | Lewis Hamilton       | Nico Rosberg       | Daniel Ricciardo     | Red Bull Racing-TAG Heuer |
| 2017   | Lewis Hamilton       | Sebastian Vettel   | Max Verstappen       | Red Bull Racing-TAG Heuer |
| Sursa: |                      |                    |                      |                           |

### Statistici
Doi piloți au obținut cel puțin câte un hat-trick (pole position, cel mai rapid tur și victorie într-o cursă): Jenson Button în 2009 și Lewis Hamilton în 2014.

#### Multipli câștigători
| Victorii | Pilot              | Ani                    |
| -------- | ------------------ | ---------------------- |
| 4        | Sebastian Vettel   | 2010, 2011, 2013, 2015 |
| 3        | Michael Schumacher | 2000, 2001, 2004       |
| 3        | Fernando Alonso    | 2005, 2007, 2012       |
| 2        | Kimi Räikkönen     | 2003, 2008             |
| Sursa:   |                    |                        |

| Victorii | Constructor     | Ani                                      |
| -------- | --------------- | ---------------------------------------- |
| 7        | Ferrari         | 1999, 2000, 2001, 2004, 2008, 2012, 2015 |
| 5        | Red Bull Racing | 2010, 2011, 2013, 2016, 2017             |
| 2        | Renault         | 2005, 2006                               |
| 2        | McLaren         | 2003, 2007                               |
| Sursa:   |                 |                                          |

#### Multipli deținători depole position
| Pole-uri | Pilot              | Ani                          |
| -------- | ------------------ | ---------------------------- |
| 5        | Michael Schumacher | 1999, 2000, 2001, 2002, 2004 |
| 5        | Lewis Hamilton     | 2012, 2014, 2015, 2016, 2017 |
| 2        | Fernando Alonso    | 2003, 2005                   |
| 2        | Felipe Massa       | 2007, 2008                   |
| 2        | Sebastian Vettel   | 2011, 2013                   |

#### Multipli deținători de cel mai rapid tur
| CMRT | Pilot              | Ani        |
| ---- | ------------------ | ---------- |
| 2    | Mika Häkkinen      | 2000, 2001 |
| 2    | Michael Schumacher | 1999, 2003 |
| 2    | Juan Pablo Montoya | 2002, 2004 |
| 2    | Mark Webber        | 2010, 2011 |
| 2    | Kimi Räikkönen     | 2005, 2012 |
| 2    | Lewis Hamilton     | 2007, 2014 |
| 2    | Nico Rosberg       | 2015, 2016 |

## Câștigătorii Marelui Premiu al Malaysiei (Non-Formula 1)
Câștigătorii edițiilor care nu au făcut parte din Campionatul Mondial de Formula 1.
| An          | Pilot | Mașină | Clasă | Locație | |
| ----------- | --- | --- | --- | --- | --- |
| 1962        | Yong Nam Kee | Jaguar E-Type | | Thomson Road | |
| 1963        | Albert Poon⁠(d) | Lotus 23 | | Thomson Road | |
| 1964        | A plouat după 7 tururi. | A plouat după 7 tururi. | A plouat după 7 tururi. | A plouat după 7 tururi. | A plouat după 7 tururi. |
| 1965        | Albert Poon⁠(d) | Lotus 23 | | Thomson Road | |
| 1966 – 1967 | Nu a avut loc deoarece circuitul Thomson Road a fost acum într-un Singapore independent. Circuitul Thomson Road a găzduit Marele Premiu al statului Singapore până în 1973. | Nu a avut loc deoarece circuitul Thomson Road a fost acum într-un Singapore independent. Circuitul Thomson Road a găzduit Marele Premiu al statului Singapore până în 1973. | Nu a avut loc deoarece circuitul Thomson Road a fost acum într-un Singapore independent. Circuitul Thomson Road a găzduit Marele Premiu al statului Singapore până în 1973. | Nu a avut loc deoarece circuitul Thomson Road a fost acum într-un Singapore independent. Circuitul Thomson Road a găzduit Marele Premiu al statului Singapore până în 1973. | Nu a avut loc deoarece circuitul Thomson Road a fost acum într-un Singapore independent. Circuitul Thomson Road a găzduit Marele Premiu al statului Singapore până în 1973. |
| 1968        | Hengkie Irawan | Elfin 600-Ford | Formula Libre | Shah Alam | |
| 1969        | Tony Maw | Elfin 600-Ford | Tasman Formula | Shah Alam | |
| 1970        | John MacDonald | Brabham-Ford | Tasman Formula | Shah Alam | |
| 1971        | John MacDonald | Brabham-Ford | Tasman Formula | Shah Alam | |
| 1972        | Harvey Simon | Elfin-Ford | Tasman Formula | Shah Alam | |
| 1973        | Sonny Rajah | March-Ford | Formula Atlantic | Shah Alam | |
| 1974        | John MacDonald | Ralt-Ford | Formula Atlantic | Shah Alam | |
| 1975        | John MacDonald | Ralt-Ford | Formula Atlantic | Shah Alam | |
| 1976        | Nu s-a desfășurat | Nu s-a desfășurat | Nu s-a desfășurat | Nu s-a desfășurat | Nu s-a desfășurat |
| 1977        | Patrick Tambay | March-BMW | Formula 2 | Shah Alam | |
| 1978        | Graeme Lawrence⁠(d) | March-Ford | Formula Pacific | Shah Alam | |
| 1979        | Ken Smith | March-Ford | Formula Pacific | Shah Alam | |
| 1980        | Steve Millen⁠(d) | Ralt-Ford | Formula Pacific | Shah Alam | |
| 1981        | Andrew Miedecke⁠(d) | Ralt-Ford | Formula Pacific | Shah Alam | |
| 1982        | Andrew Miedecke⁠(d) | Ralt-Ford | Formula Pacific | Shah Alam | |
| 1983 – 1994 | Nu s-a desfășurat | Nu s-a desfășurat | Nu s-a desfășurat | Nu s-a desfășurat | Nu s-a desfășurat |
| 1995        | Paul Stokell⁠(d) | Reynard-Holden | Formula Brabham | Shah Alam | |
| Sursa:      | | | | | |